# Kościół Najświętszej Maryi Panny Śnieżnej w Krzycku Małym
Kościół Najświętszej Maryi Panny Śnieżnej w Krzycku Małym – rzymskokatolicki kościół parafialny należący do parafii pod tym samym wezwaniem (dekanat święciechowski archidiecezji poznańskiej).
Jest to świątynia zbudowana w 1892 roku na miejscu kilku wcześniejszych budowli sakralnych przez wrocławskiego architekta Alexisa Langera. W jednym z ołtarzy jest umieszczony obraz Ukrzyżowanie namalowany około 1600 roku z klęczącą postacią księdza fundatora. Renesansowa chrzcielnica wykonana z piaskowca w kształcie kielicha z licznymi rzeźbami powstała w 1580 roku. Spośród obrazów można wyróżnić Wskrzeszenie Piotrowina namalowane około 1640 roku. Zachowały się również dwa dzwony w stylu późnogotyckim odlane pod koniec XV wieku.